# IC 851
IC 851 је спирална галаксија у сазвјежђу Береникина коса која се налази на листи објеката дубоког неба у Индекс каталогу.
Деклинација објекта је + 21° 3' 0" а ректасцензија 13h 8m 34,2s. Привидна величина (магнитуда) објекта IC 851 износи 14,1 а фотографска магнитуда 14,9. IC 851 је још познат и под ознакама UGC 8219, MCG 4-31-9, CGCG 130-11, IRAS 13061+2118, PGC 45552.